# رمز الهاتف الدولي
[محل شك]

خريطة توضح رموز اتصال (بادئة اتصال) القارات حول العالم

رقم الهاتف الدولي أو الرمز الدولي أو مفتاح الدولة، هو تسلسل يتكون من رقم واحد أو اثنين أو ثلاثة أرقام من الأرقام العشرية (0-9)؛ ويستخدم عند الاتصال فيما بين الدول، بحيث يميز كل دولة رقم خاص؛ وعند الاتصال بدولة ما - يقوم المتصل بطلب رقم الدولة المعنية ثم يليه رقم المنطقة ثم رقم الهاتف المستهدف؛ وتتطلب عملية الاتصال فتح الخط الدولي أولًا - وهذا يختلف من دولة لأخرى، وإن كان الشائع في 33 دولة أن يتم أولًا طلب صفرين متتاليين: 00.
الصيغة القياسية لأرقام الهواتف كما حددها معيار الاتحاد الدولي للاتصالات E.164 هي: رقم الهاتف (رقم المنطقة\الشبكة) رقم الدولة+.
مثال لرقم هاتف في القاهرة: ××××3508 (2) 20+، حيث رقم مصر 20 ورقم القاهرة 2. مثال لرقم هاتف في رام الله: ××××295 (2) 970+، حيث رقم فلسطين 970 ورقم رام الله 2.
- توجد استثنائات للرقم المستخدم لبدء خدمة الاتصال الدولي وفقًا للجدول التالي، حيث لا يشترط إضافة الصفرين إلى يسار الرقم:

| لفتح خدمة الاتصال الدولي | الدولة التي تتصل منها |
| ------------------------ | --- |
| 00                       | جامعة الدول العربية- الاتحاد الأوروبي - أفغانستان - باكستان - الهند - الأرجنتين - الصين - جورجيا - ماليزيا - مولدوفا - مالي - كوريا الشمالية |
| 000                      | أوغندا |
| 001                      | اندونيسيا - تايلاند - هونغ كونغ - كوريا الجنوبية - سنغافورة                                                                                  |
| 0011                     | أستراليا |
| 002                      | تايوان - باراغواي |
| 009                      | نيجيريا - كولومبيا |
| 010                      | اليابان |
| 011                      | كندا - الولايات المتحدة الأمريكية - البهاما                                                                                                  |
| 0021                     | البرازيل |
| 810                      | روسيا - كازاخستان - بيلاروس - أوزبكستان - تركمانستان - طاجيكستان                                                                             |

راجع مقالة قائمة مفاتيح الاتصال الدولية، لعرض قائمة كل مفاتيح الاتصال الدولية.

## نبذة مختصرة
كود الاتصال الدولي يشكل رمز بداية ؛ وبذلك يمكن تنظيم الاتصال بتوالٍ مجدول : كل صف من الجدول أدناه تجد أن رموز بلد معين في حقل العمود أقصى اليسار بحيث يظهر الرقم نفسه أولا، ثم لاحقا بالأعمدة يتم إدراج الرقم الثاني ؛ وذلك بترتيب تصاعدي.
فيما يلي قائمة تضم دول العالم والرقم المستخدم للاتصال بها :
| المنطقة                 | 0 | 1 | 2 | 3 | 4 | 5 | 6 | 7 | 8 | 9 |
| +0: لا يوجد             | | | | | | | | | | |
| أمريكا الشمالية         | | +1: كندا، الولايات المتحدة                                                                               | +1 242: البهاما +1 246: بربادوس +1 264: أنغويلا +1 268: أنتيغوا وبربودا +1 284: الجزر العذراء البريطانية                                 | +1 340: الجزر العذراء الأمريكية +1 345: جزر كايمان | +1 441: برمودا 1 473: غرينادا | | +1 649: جزر تركس وكايكوس +1 664: مونتسيرات +1 670: جزر ماريانا الشمالية +1 671: غوام +1 684: ساموا الأمريكية                     | +1 758: سانت لوسيا +1 767: دومينيكا +1 784: سانت فنسينت والجرينادينز +1 787: بورتوريكو                                                                            | +1 809: جمهورية الدومنيكان +1 829: جمهورية الدومنيكان +1 849: جمهورية الدومنيكان +1 868: ترينيداد وتوباجو +1 869: سانت كيتس ونيفيس +1 876: جاميكا                                                                      | +1 939: بورتوريكو |
| أفريقيا                 | +20 مصر | +210: -- +211: جنوب السودان +212: المغرب +213: الجزائر +214: -- +215: -- +216: تونس +217: -- +218: ليبيا | +220: غامبيا +221: السنغال +222: موريتانيا +223: مالي +224: غينيا +225: ساحل العاج +226: بوركينا فاسو +227: النيجر +228: توغو +229: بنين | +230: موريشيوس +231: ليبيريا +232: سيراليون +233: غانا +234: نيجيريا +235: تشاد +236: جمهورية أفريقيا الوسطى +237: الكامرون +238: الرأس الأخضر +239: ساو توميه وبرينسيب | +240: غينيا الاستوائية +241: الجابون +242: جمهورية الكونغو +243: جمهورية الكونغو الديمقراطية +244: أنغولا +245: غينيا بيساو +246: إقليم المحيط الهندي البريطاني +247: جزيرة أسينشين +248: سيشل +249: السودان | +250: رواندا +251: إثيوبيا +252: الصومال +253: چيبوتي +254: كينيا +255: تنزانيا +256: أوغندا +257: بوروندي +258: موزمبيق +259: --                 | +260: زامبيا +261: مدغشقر +262: ريونيون +263: زيمبابوي +265: مالاوي +266: ليسوتو +267: بوتسوانا +268: سوازيلاند +269: جزر القمر  | +27: جنوب أفريقيا | +28: -- | +290: سانت هيلينا +291: اريتيريا +292: -- +293: -- +294: -- +295: -- +296: -- +297: أروبا +298: جزر فارو +299: غرينلاند                                                |
| أوروبا                  | +30: اليونان | +31: هولندا                                                                                              | +32: بلجيكا | +33: فرنسا | +34: إسبانيا | +350: جبل طارق +351: البرتغال +352: لوكسمبورغ +353: جمهورية أيرلندا +354: آيسلندا +355: ألبانيا +356: مالطا +357: قبرص +358: فنلندا +359: بلغاريا | +36: المجر | +370: ليتوانيا +371: لاتفيا +372: استونيا +373: مولدوفا +374: أرمينيا +375: بيلاروس +376: أندورا +377: موناكو +378: سان مارينو +379: الفاتيكان                    | +380: أوكرانيا +381: صربيا +382: الجبل الأسود +383: -- +384: -- +385: كرواتيا +386: سلوفينيا +387: البوسنة والهرسك +388: مساحة الترقيم الهاتفي الأوروبي +389: مقدونيا الشمالية                                         | +39: إيطاليا |
| أوروبا                  | +40: رومانيا | +41: سويسرا                                                                                              | +420: التشيك +421: سلوفاكيا +422: -- +423: ليشتنشتاين +424: -- +425: -- +426: -- +427: -- +428: -- +429: --                              | +43: النمسا | +44: المملكة المتحدة، جيرنزي، جزيرة مان، بيليفية جيرزي | +45: الدنمارك | +46: السويد | +47: النرويج، سفالبارد، جان مايان | +48: بولندا | +49: ألمانيا |
| أمريكا الوسطى والجنوبية | +500: جزر فوكلاند +501: بليز +502: غواتيمالا +503: إل سالفادور +504: هوندوراس +505: نيكاراغوا +506: كوستاريكا +507: بنما +508: سان بيار وميكلون +509: هاييتي | +51: بيرو                                                                                                | +52: المكسيك | +53: كوبا | +54: الأرجنتين | +55: البرازيل | +56: تشيلي | +57: كولومبيا | +58: فنزويلا | +590: جوادلوب +591: بوليفيا +592: غيانا +593: الإكوادور +594: غويانا الفرنسية +595: الباراغواي +596: مارتينيك +597: سورينام +598: أوروغواي +599: جزر الأنتيل الهولندية |
| جنوب شرق اسيا           | +60: ماليزيا | +61: أستراليا، عيد الميلاد (جزيرة)، جزر كوكس                                                             | +62: اندونيسيا | +63: الفلبين | +64: نيوزيلندا | +65: سنغافورة | +66: تايلاند | +670: تيمور الشرقية +671: -- +672: أنتاركتيكا +673: بروناي دار السلام +674: ناورو +675: بابوا غينيا الجديدة +676: تونغا +677: جزر سليمان +678: فانواتو +679: فيجي | +680: بالاو +681: واليس وفوتونا +682: جزر كوك +683: نييوي +684: ساموا الأمريكية +685: ساموا +686: كيريباتي +687: كاليدونيا الجديدة +688: توفالو +689: بولينزيا الفرنسية                                                | +690: توكلو +691: ولايات ميكرونيسيا المتحدة +692: جزر مارشال +693: -- +694: -- +695: -- +696: -- +697: -- +698: -- +699: --                                            |
| +7: روسيا، كازخستان     | | | | | | | | | | |
| وسط أسيا                | +800: الرقم الدولي العالمي للهاتف المجاني +801: -- +802: -- +803: -- +804: -- +805: -- +806: -- +807: -- +808: خدمة السعر المشترك +809: --                   | +81: اليابان                                                                                             | +82: كوريا الجنوبية | +83: -- | +84: فيتنام | +850: كوريا الشمالية +851: -- +852: هونغ كونغ +853: ماكاو +854: -- +855: كمبوديا +856: لاوس +857: -- +858: -- +859: --                            | +86: جمهورية الصين الشعبية | +870: قمر إينمارسات +871: -- +872: جزر بيتكيرن +873: -- +874: -- +875: -- +876: -- +877: -- +878: الاتصالات الشخصية العالمية +879: --                             | +880: بنغلاديش +881: النظام العالمي لاتصالات الأقمار المنتقلة +882: شبكات دولية (رمز البلد) +883: سعر الخدمة الدولية الوطنية +884: -- +885: -- +886: جمهورية الصين +887: -- +888: مكتب تنسيق الشؤون الإنسانية +889: -- | +89: -- |
| غرب أسيا                | +90: تركيا، قبرص الشمالية | +91: الهند                                                                                               | +92: باكستان | +93: أفغانستان | +94: سريلانكا | +95: ميانمار | +960: جزر المالديف +961: لبنان +962: الأردن +963: سوريا +964: العراق +965: الكويت +966: السعودية +967: اليمن +968: عُمان +969: -- | +970: فلسطين +971: الإمارات العربية المتحدة +972: إسرائيل +973: البحرين +974: قطر +975: بوتان +976: منغوليا +977: نيبال +978: -- +979: معدل قسط الخدمة الدولية    | +98: إيران | +990: -- +991: الاتصالات الدولية لخدمة المراسلات الشخصية +992: طاجيكستان +993: تركمانستان +994: أذربيجان +995: جورجيا +996: قيرغيزستان +997: -- +998: اوزباكستان       |